# Burg Heiligenburg

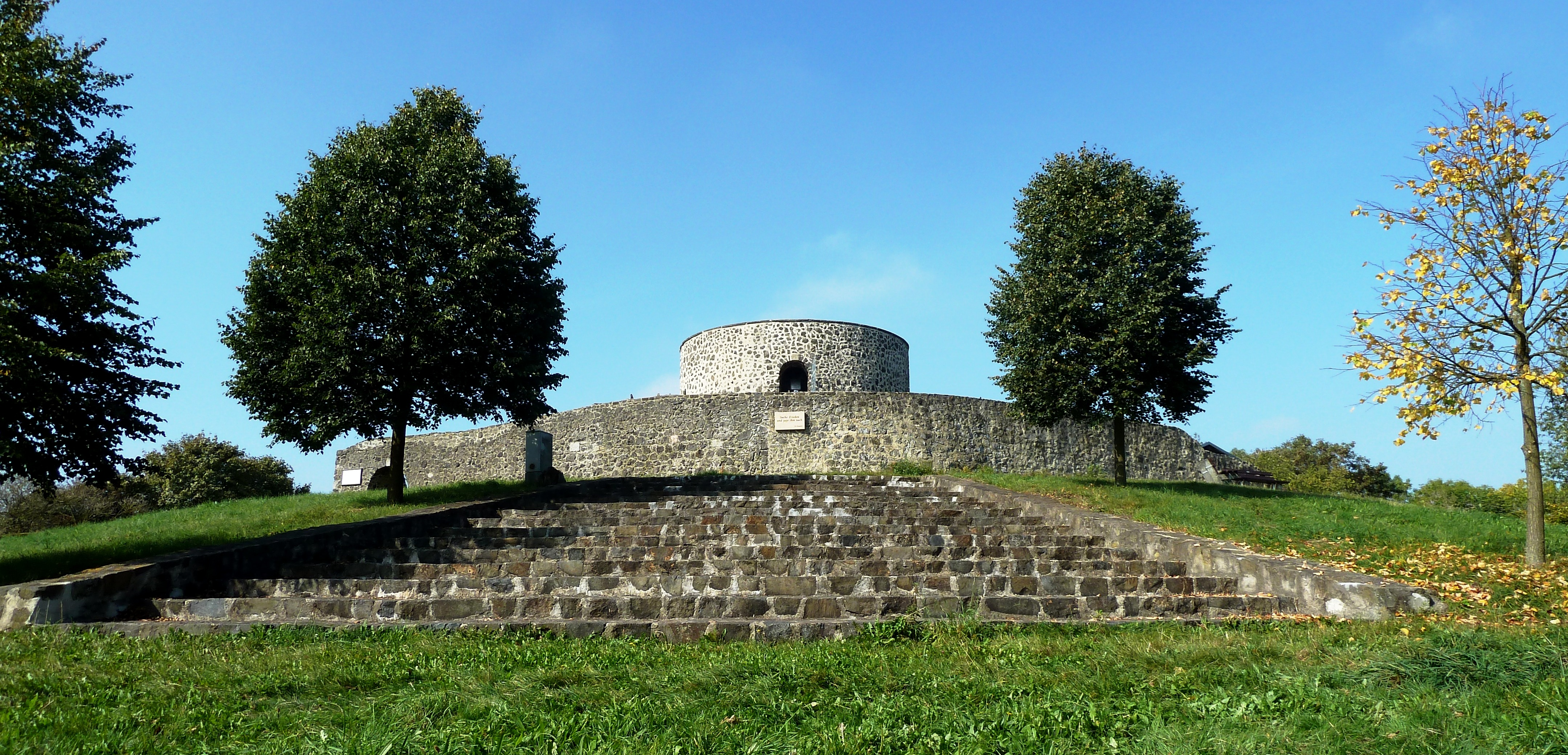
Ansicht des Turms der teilrestaurierten Ruine Heiligenburg auf dem Heiligenberg

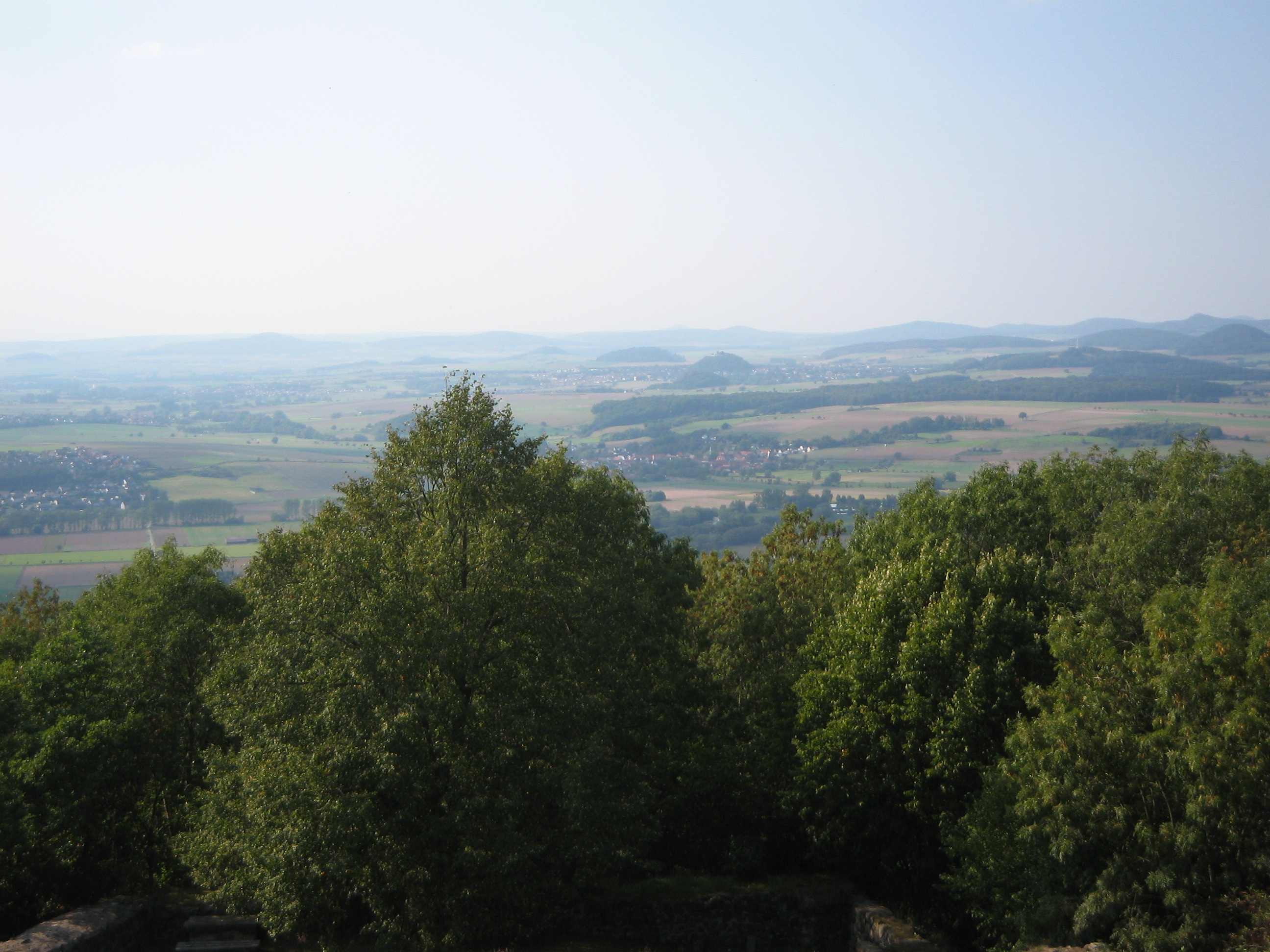
Blick vom Heiligenberg nach Westen in den Chattengau

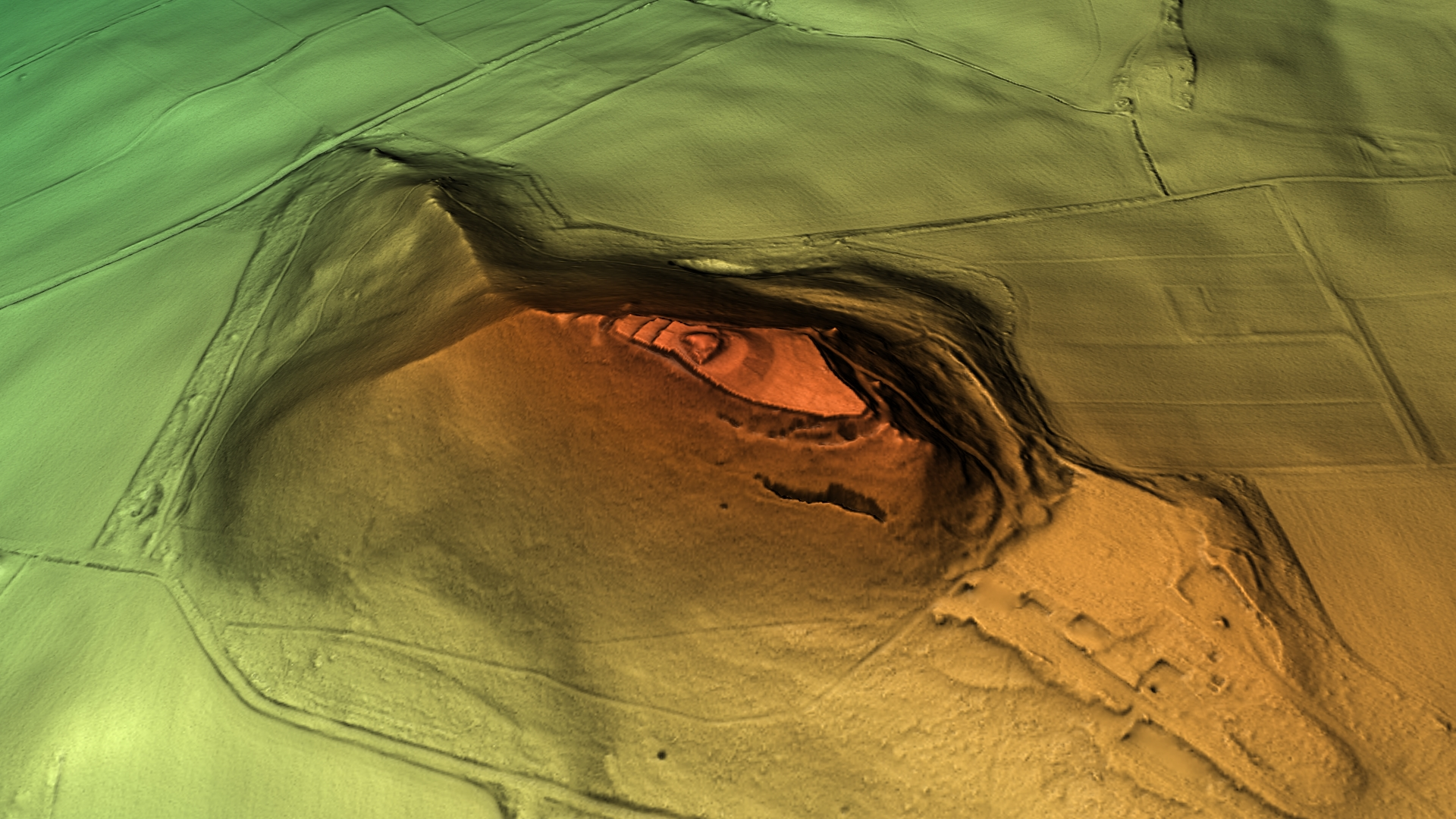
3D-Ansicht des digitalen Geländemodells

Die Burg Heiligenburg oder Burg Heiligenberg ist die Ruine einer Höhenburg auf dem Heiligenberg bei Felsberg im Schwalm-Eder-Kreis in Nordhessen.
Der 393,3 m ü. NHN hohe Basaltkegel liegt östlich oberhalb des Felsberger Ortsteils Gensungen an der Eder. Der Name des Berges stammt von einer der ältesten Kirchen Hessens. Vom Berg und der Ruine hat man einen herrlichen Rundblick, so dass der Heiligenberg ein beliebtes Ausflugsziel ist. Die Ruine mit Turm ist frei zugänglich.
Die nachweislich älteste bildliche Darstellung der Burg Heiligenberg findet sich in Wigand Gerstenbergs Landeschronik von Thüringen und Hessen.

## Vorgeschichte
Für die vorgeschichtliche Zeit lässt sich eine mögliche Befestigung schon während der Eisenzeit (La Tène B) feststellen. Bei Grabungen wurden u. a. zwei Bügeljochfibeln (La Tène A/B) gefunden, zum anderen konnten Grabungen des Vor- und Frühgeschichtlichen Seminars Marburg eine mögliche Wallstruktur aus dieser Zeit und Keramik aus der fortgeschrittenen Frühlatènezeit (La Tène B) dokumentieren. In der frühchristlichen Zeit existierte vermutlich auf dem Berg eine Allerheiligenkapelle. Dies wird durch den Fund eines alten Glockenklöppels belegt, der aus einer kleinen Kapelle stammen könnte. Diese Kapelle stammt historisch belegbar aber erst aus dem 15. Jahrhundert. Reliefdaten zeigen, dass ein vorgeschichtlicher Ringwall nach Südosten noch sichtbar ist, während der Teil um die Bergspitze nach Nordwesten durch mittelalterliche Überbauung nicht mehr sichtbar ist. (Siehe auch: Liste vor- und frühgeschichtlicher Wallanlagen in Hessen)

## Bau
Der Berg gehörte vor seiner Bebauung den Edlen bzw. Vizegrafen von Felsberg von der nahen Felsburg. Ab dem 12. Jahrhundert stritten die thüringischen bzw. hessischen Landgrafen mit den Mainzer Erzbischöfen um den Besitz des Berges. Erzbischof Konrad I. errichtete in den Jahren 1180 bis 1186 auf dem strategisch günstig gelegenen Basaltkegel eine starke Burg zum Schutz gegen den Landgrafen Ludwig III. Kurz darauf entfachte der Bau erbitterte Kämpfe, denn die Festung lag zwischen Felsberg, Gudensberg und Melsungen und bedrohte zusammen mit dem stark befestigten Fritzlar, dem Zentrum kurmainzischer Macht in Nordhessen, das geografische Herz der Landgrafschaft Hessen. Der Streit um die Errichtung der Burg war Anlass für einen Hoftag König Heinrich VI. in Erfurt am 26. Juli 1184. Der Hoftag wurde allerdings vom Erfurter Latrinensturz überschattet, der angesichts der vielen Toten des Unglücks dazu führte, dass der Konflikt auf dem Hoftag nicht gelöst wurde. 1193 wird ein Heinrich von Heiligenberg urkundlich erwähnt, wahrscheinlich ein Abkömmling der Herren von Uttershausen,  und von 1196 bis zu ihrem Aussterben 1263 bewohnte die Familie Isfried von Heiligenberg die Burg als Mainzer Burgmannen, mit der Aufgabe, die Festung und Umgebung zu sichern.

## Zerstörung, Wiederaufbau, Verfall

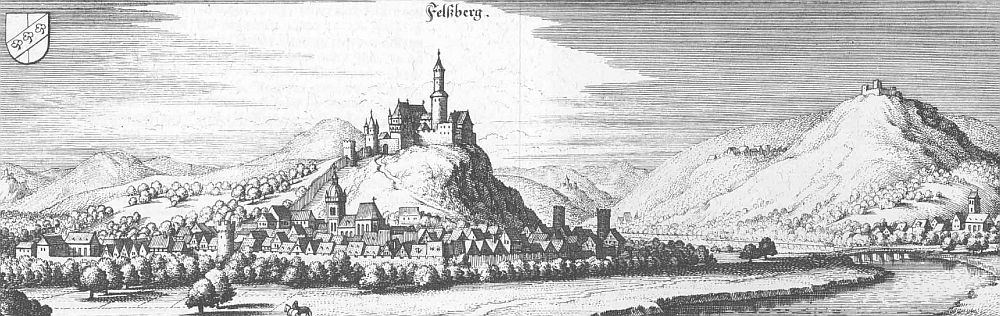
Felsberg (Mitte), Heiligenberg (rechts), Kartause Eppenberg (rechts hinten) – Auszug aus der Topographia Hassiae von Matthäus Merian dem Jüngeren 1655

1232 eroberte und zerstörte Konrad von Thüringen, der seit 1231 für den Landgrafen von Thüringen die herrschaftlichen Rechte in den hessischen Landesteilen der Ludowinger ausübte, sowohl die Stadt Fritzlar als auch die Burg Heiligenberg. 1247 wurde die Burg durch Mainzer Burgmannen aus Wolfershausen wieder aufgebaut. 1273 zerstörte Landgraf Heinrich I. von Hessen die Burg wiederum. Sie wurde zunächst nicht mehr aufgebaut und blieb in Trümmern liegend ungenutzt.
Erst 1401 bis 1403 wurde eine kleinere Burg von Landgraf Hermann II. gebaut. Diese verfiel, bis 1471 sein Enkel, Landgraf Ludwig II., die Burg dem nahe gelegenen Kartäuserkloster Eppenberg übertrug und die Mönche verpflichtete, in einer auf dem Berg zu errichtenden Kapelle allwöchentlich für sein Seelenheil zu beten. Trotzdem verfielen die Mauern der Burg und schließlich auch die Kapelle. Im 15. Jahrhundert wurde diese Kapelle urkundlich als Bergkapelle erwähnt.

## Neuzeit
Im Siebenjährigen Krieg fanden am Heiligenberg mehrere kleine Gefechte statt. Französische Truppen lagerten 1761 sieben Wochen lang auf dem Heiligenberg. Ihre Verbündeten hatten ihr Lager auf der Felsburg aufgeschlagen. Zwei Schanzen am Abhang des Berges erinnern noch an das französische Lager.
Um 1860 begann der Forstmeister Faber mit der Aufforstung des Heiligenbergs. Es wurden eine Schutzhütte und ein Wirtschaftsgebäude errichtet. Zur Erhaltung wurde der so genannte Heiligenbergklub gegründet. 1885 wurde eine größere Schutzhütte gebaut und bald darauf um eine kleine Gaststätte erweitert. Von 1902 bis 1922 stand ein hölzerner Aussichtsturm auf dem Berg. 1933 wurden Pläne aus der Zeit der Weimarer Republik von der Melsunger NSDAP, unter Führung des Kreisleiters Heinrich Reinhardt, aufgegriffen ein Kreiskriegerdenkmal zu errichten. Von 1935 bis 1939 wurde der Heiligenberg unter Leitung von Regierungsbaurat Georg Textor ausgegraben, teilrestauriert und mit einer Freitreppe versehen. Auf Wunsch der Melsunger NSDAP erklärte die NS-Gauleitung in Kassel den Heiligenberg zum Gauehrenmal im Gau Kurhessen.

## Heutige Nutzung

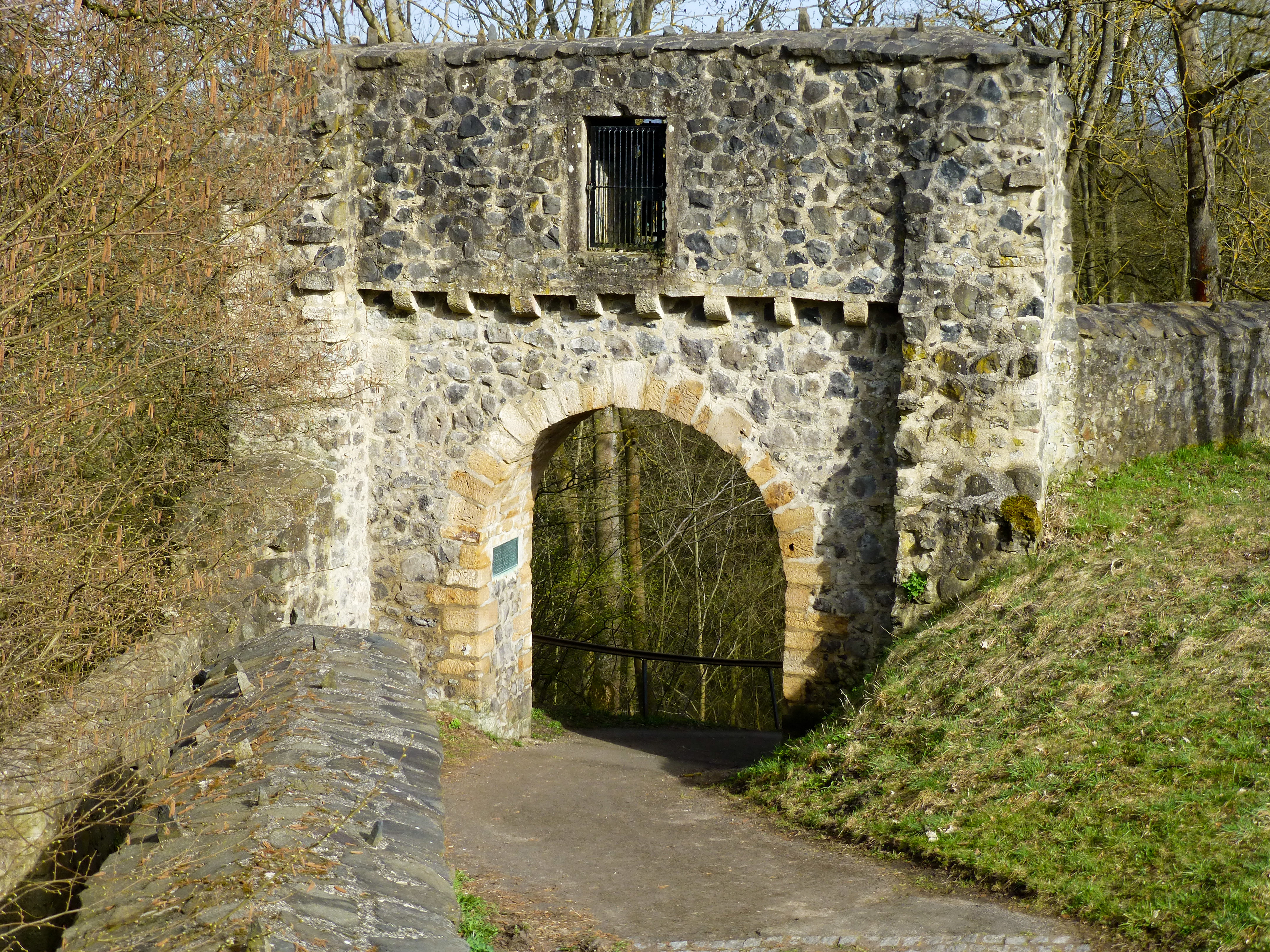
Das Burgtor wurde 1954 errichtet

1952 wurde im Burgtor eine Glocke für die als Folge des Zweiten Weltkriegs Heimatvertriebenen eingeweiht. Von 1954 bis 1960 wurde vom Heiligenbergverein die Restaurierung fortgesetzt. An der Festwiese wurden ein Hotel und Restaurant eingerichtet (1940). 2002 wurde ein Kunstwanderweg Ars Natura mit Werken lokaler Künstler angelegt, der rund um den Heiligenberg führt. Einmal jährlich findet auf der Heiligenburg ein Rockfestival statt.
In den Jahren 2002 bis 2012 wurde die Burganlage vom Heiligenbergverein in Zusammenarbeit mit der hessischen Denkmalpflege einer systematischen Restaurierung unterzogen. 2008 wurde der Burgturm instand gesetzt, der heute als Aussichtsturm zugänglich ist und einen guten Blick in die Umgebung bietet.
Der Heiligenberg ist seit 1950 als Landschaftsschutzgebiet mit einer Fläche von 23,5 ha und seit 2008 als FFH-Gebiet Heiligenberg östlich Gensungen mit einer Fläche von 17,8 ha ausgewiesen.